# Van der Mieden

Van der Mieden (ook: Van der Mieden van Opmeer) is een uit Schagen afkomstig geslacht waarvan leden sinds 1902 tot de Nederlandse adel behoren.

## Geschiedenis
De stamreeks begint met Aerien Dircxsz alias Aerian Scoen, afkomstig uit Schagen en poorter van Alkmaar in 1608 die schoenmaker was en in 1631 werd begraven. Zijn kleinzoon Adriaen ([1633]–1712) noemde zich van der Mieden, was ook schoenmaker en werd in 1677 schepen van de Heer Hugowaard. Diens zoon Aris (1665–1739) trouwde in 1696 met Anna Coren van Opmeer (1670–1732) en hun zoon werd in 1762 heer van Opmeer.
Bij Koninklijk Besluit van 14 juni 1902 werd mr. Joan Pieter Frans van der Mieden, heer van Opmeer (1836–1915) verheven in de Nederlandse adel waardoor hij en zijn nageslacht tot de adel van het koninkrijk gingen behoren.

## Enkele telgen
Jhr. mr. Joan Pieter Frans van der Mieden, heer van Opmeer (1836–1915), kantonrechter
- Jhr. Henri Paul van der Mieden van Opmeer (1870–1951), luitenant-kolonel titulair
  - Jhr. mr. Henri Paul van der Mieden (1906–1997), referendaris
    - Jhr. Otto Johannes Ernst van der Mieden (1945-2023), poppenspeler en oprichter van het Poppenspe(e)lmuseum